# Robert Smolańczuk
Robert Smolańczuk (nacido el 17 de abril de 1962 en Olecko) - es un físico teórico polaco, médico habilitado en ciencias físicas e investigador en el Centro Nacional de Investigación Nuclear.
En 1988 completó su maestría en física en la Universidad de Varsovia, obtuvo su doctorado en 1996 en el Instituto de Estudios Nucleares. Andrzej Sołtan basado en la tesis titulada Propiedades de los núcleos atómicos más pesados. Doctor habilitado en ciencias físicas (especialización: física nuclear teórica), obtenido en el mismo instituto para la disertación Estabilidad y síntesis de núcleos esféricos superpesados. En los años 1998-1999 realizó una pasantía en el Laboratorio Nacional Lawrence Berkeley como becario Fulbright.
En su trabajo a fines de 1998, predijo la posibilidad de producir elementos atómicos del número atómico 118 colisionando átomos de criptón con átomos de plomo, lo que luego fue considerado imposible por la mayoría de los científicos involucrados en la investigación de elementos pesados  (este elemento, oganesón, se obtuvo en 2002, sin embargo, por otro método). En 2000, recibió el Premio Nitchke por su contribución al desarrollo del modelo fenomenológico de síntesis de núcleos superpesados. Trabaja en el Centro Nacional de Investigación Nuclear en Otwock.